# Kerens
Kerens – miasto w Stanach Zjednoczonych, w stanie Teksas, w hrabstwie Navarro.